# 10481 Єсіпов
10481 Єсіпов (10481 Esipov) — астероїд головного поясу, відкритий 23 серпня 1982 року.
Тіссеранів параметр щодо Юпітера — 3,535.